# Bona Arsenault
Pour les articles homonymes, voir Arsenault.
 (janvier 2015).
Bona Arsenault, né le 4 octobre 1903 à Bonaventure et mort le 4 juillet 1993 à Sainte-Foy, est un homme d'affaires, homme politique, journaliste et historien québécois-acadien.

## Biographie
Né à Thivierge, hameau situé dans la municipalité de Bonaventure, il est le fils de Joseph-Georges Arsenault, cultivateur, et de Marcelline Gauthier. Il est un Acadien de la Gaspésie.
Avec son épouse Blandine Bernard, il a eu huit enfants. Après le décès de Blandine, à l'âge de 67 ans, il se remaria avec Lisette Fortier, décédée en 1994.
Il est le père, par alliance, de Jacques Roy et de Michel Roy. Il est aussi le grand-père par alliance de  Patrick Roy, célèbre joueur de hockey et entraîneur, et de Sébastien Roy, homme d'affaires œuvrant dans le marketing.

### Carrière politique
Il fait d'abord carrière dans le domaine des assurances et de la presse écrite. De 1932 à 1939, il est président et directeur du "Journal de Québec". En 1939, il devient président et directeur de l'Evénement - Journal, une amalgamation de deux journaux quotidiens de Québec, poste qu'il occupa jusqu'en 1941, année où il retourne dans sa Gaspésie natale où il entreprendra une carrière dans le monde de l'assurance.
Après trois tentatives infructueuses, deux sur la scène provinciale (1931, 1935) et une sur la scène fédérale (1940), il fait son entrée à la Chambre des communes en 1945 comme député indépendant.
Élu pour la première fois en 1945 en qualité d'indépendant dans la circonscription de Bonaventure, comme membre de la Chambre des Communes du Canada, il se rallia au parti libéral et il représenta Bonaventure comme député fédéral pendant douze ans, soit de 1945 à 1957. En 1954, il fut chef de la délégation canadienne à la Conférence générale de l'UNESCO à Montévidéo en Uruguay.
En 1958, il passe à la politique provinciale, toujours avec le Parti libéral, en compagnie de Jean Lesage. Il participe à la venue de René Lévesque en politique et est lui-même élu en 1960 dans la circonscription de Matapédia et fut réélu aux élections générales de 1962, 1966, 1970 et de 1973, représentant ce comté à l'Assemblée Nationale du Québec pendant seize ans, soit de 1960 à 1976. La prise du pouvoir par les Libéraux permet au premier ministre Lesage de le nommer ministre des Terres et Forêts (1960-1962), de la Chasse et des Pêcheries (1962-1963) ainsi que Secrétaire de la province (1963-1966). Il obtient trois autres mandats (1966, 1970, 1973) mais ne fait pas partie des cabinets que forme le premier ministre Robert Bourassa entre 1970 et 1976.
- Président du Parti conservateur du Québec (1942-1944).
- Député indépendant à la Chambre des communes du Canada (1945-1949)
- Député du Parti libéral du Canada (1949-1957)
- Député du Parti libéral du Québec (1960-1976).
- Ministre des Terres et Forêts dans le gouvernement Jean Lesage (1960-1962)
- Ministre de la Chasse et des Pêcheries dans le cabinet Lesage (1962-1963)
- Secrétaire de la province de Québec dans le cabinet Lesage (1963-1966)[3]

### Histoire et généalogie
L'œuvre de sa vie est un ouvrage en six volumes de 2800 pages, Histoire et Généalogie des Acadiens. Il a réalisé des recherches, la compilation et les recoupages durant ses heures de loisir.
Il travaille autant par ses écrits que par ses interventions à la radio et à la télévision, à la recherche et à la rédaction de plusieurs ouvrages. Parmi ses publications, nous retrouvons en 1953, "Malgré les obstacles", en 1955, "L'Acadie des Ancêtres," en 1960, "Bonaventure 1760-1960", en 1965, 2 volumes, 1178 pages "Histoire et Généalogie des Acadiens". Il en publie une version anglaise en 1966 et en 1971 il nous fait connaître "Louisbourg 1713-1758". «Souvenirs et confidences», est un regard sur sa carrière politique.

## Publications
- 1953 - Malgré les obstacles
- 1955 - L'Acadie des ancêtres
- 1965 & 1978 - Histoire et Généalogie des Acadiens
- 1971 - Louisbourg 1713-1718
- 1981 - Les registres de Bonaventure 1791-1900
- 1982 - Les Registres de Bonaventure 1900-1960
- 1983 - Souvenirs et confidences[4]

## Distinctions
- 1980 - Membre de l'ordre du Canada
- 1982 - Officier de l'ordre de la Pléiade

## Archives
Le fonds d’archives de Bona Arsenault est conservé au centre d’archives de Québec de la Bibliothèque et Archives nationales du Québec.

## Pour approfondir